# Raouché

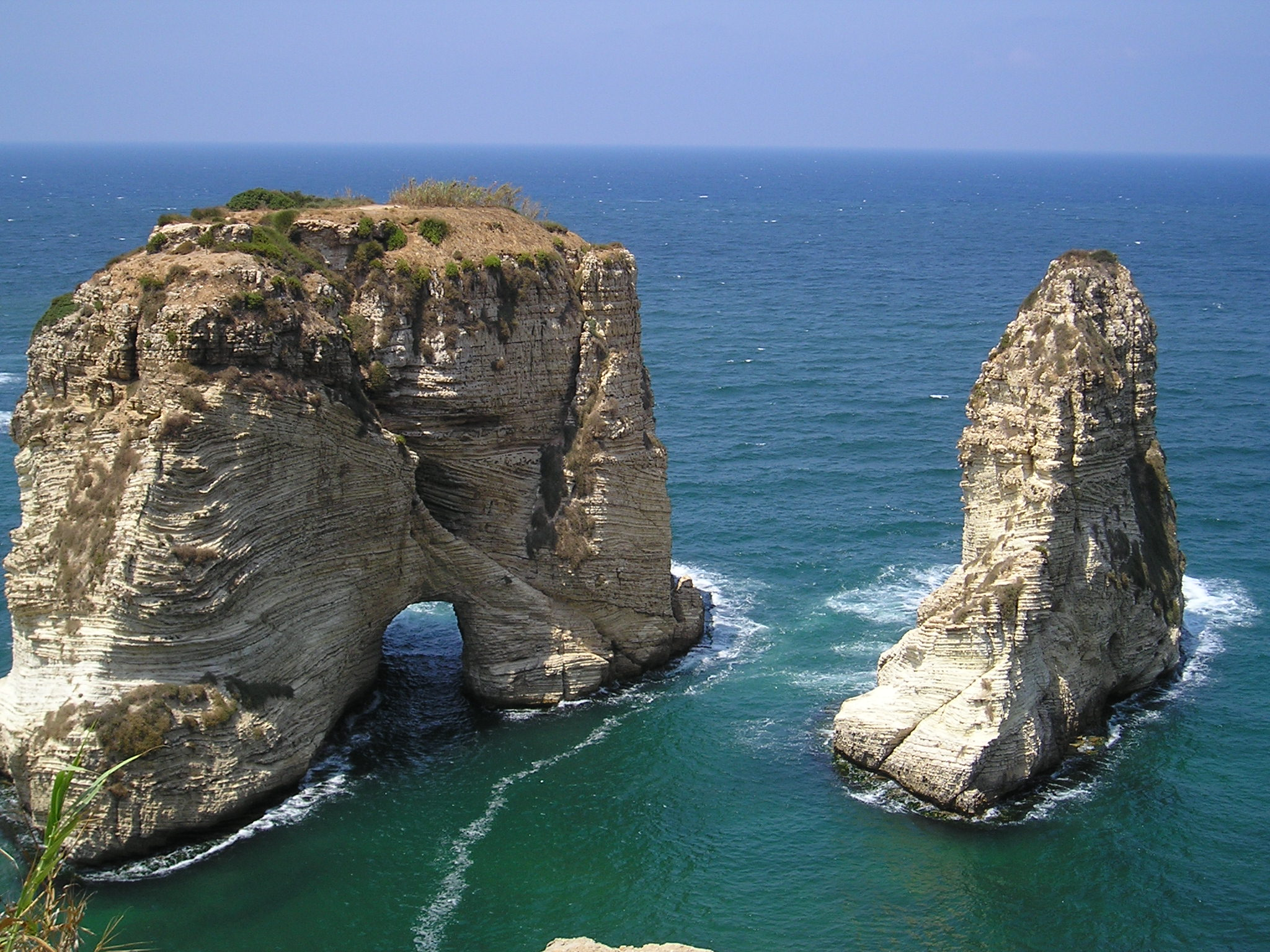
La grotte aux Pigeons au large de la Corniche de Beyrouth.

Raouché (en arabe : الروشة) est un quartier de Beyrouth, la capitale du Liban, longeant la mer Méditerranée. Il fait partie du district de Ras Beyrouth.
Ce quartier est connu pour ses grands immeubles d'habitation haut-de-gamme, ses nombreux restaurants, ses cafés longeant l'avenue de Paris qui forme une partie de la Corniche de Beyrouth. Celle-ci est un lieu de promenade très prisé des Beyrouthins.
Au large, la grotte aux pigeons se dresse au-dessus des flots avec deux hauts rochers.

## Légende
Raouché, selon la légende, constitue les restes d'un monstre marin que Persée tua pour sauver Andromède. Persée s'est servi de la tête de Méduse pour le tuer et le transformer en pierre.

## Étymologie

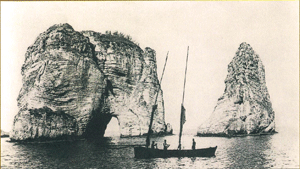
Les rochers de Raouché au tournant du XIXe siècle et du XXe siècle.

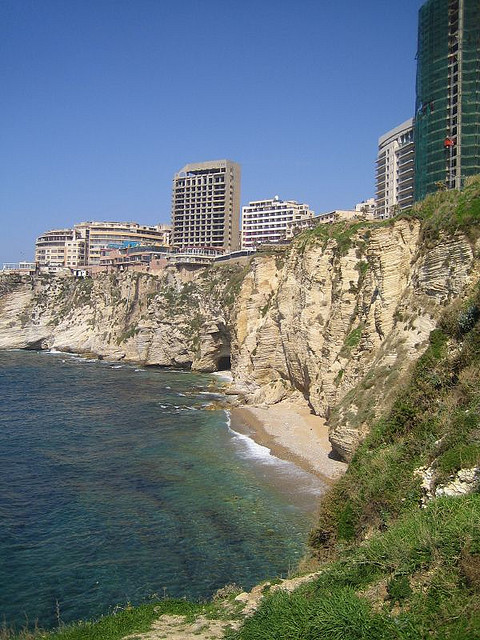
Vue de Beyrouth à partir de la grotte des pigeons.

Certains historiens estiment que le mot « raouché » provient de l'araméen roch ou de l'arabe ras qui signifient « tête » tous les deux. D'autres historiens pensent que ce mot dérive simplement du français « roche » (rocher).

## Histoire
Le rivage de Raouché témoigne d'une présence humaine préhistorique, comme le montrent des outils de pierre exposés au musée archéologique de l'université américaine de Beyrouth. 